# ロート・トム

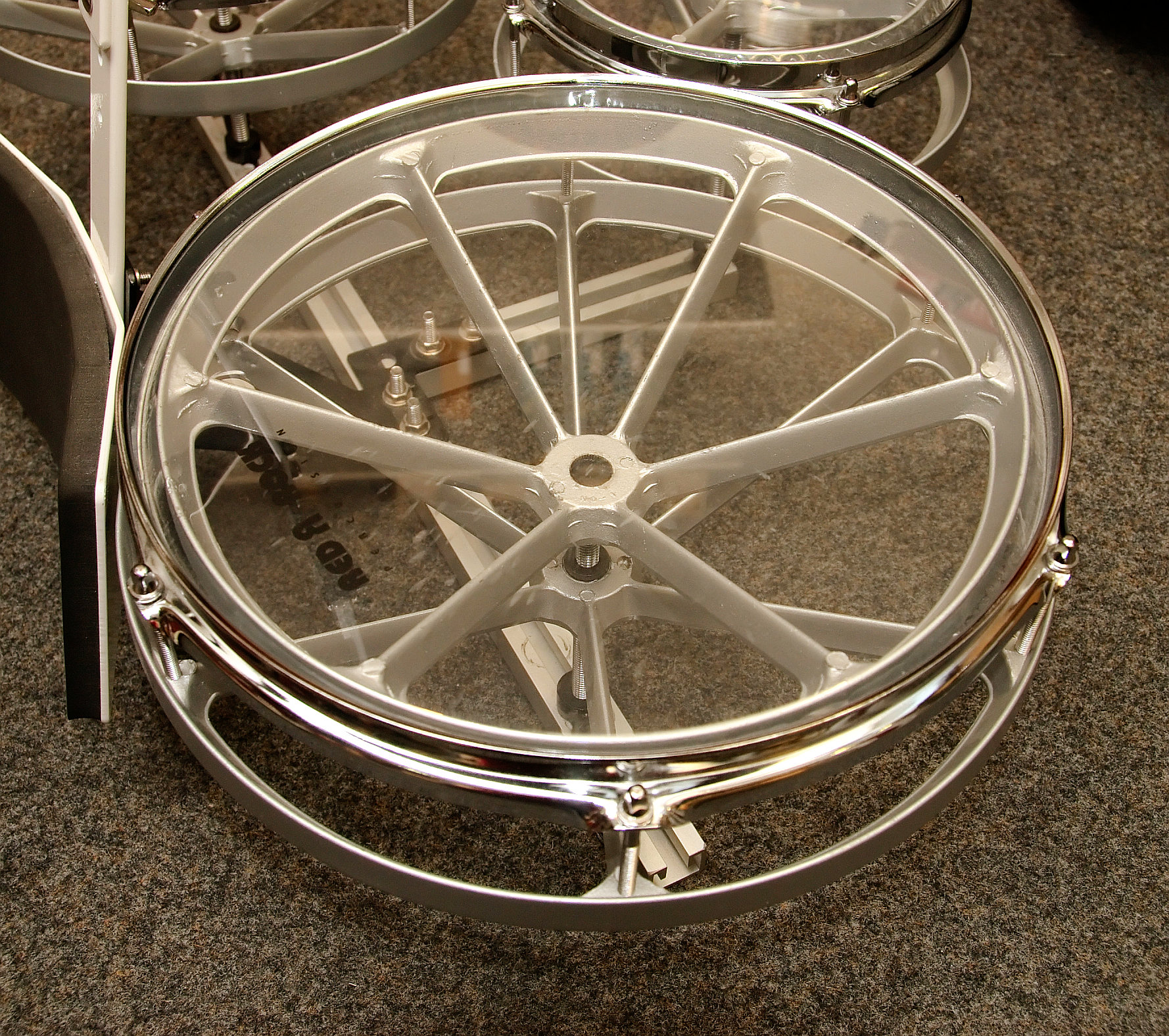
ロート・タム

ロート・タム（またはロート・トム、英語: rototom）は、膜鳴楽器である。
膜（ヘッド）に回転する枠を取り付け、この枠を回転させることによって膜の張力を変え、音高が変化するように作られたトムトムである。1台で使われることもあれば、直径が異なるロート・トムを複数台並べて使う場合もある。打楽器はティンパニを除き、演奏中に音高を変化させることが難しいが、ロートトムはこれを変化させることのできる特長を備える。
ただ、胴が無い分胴鳴りが全く無いため音量が少ない。また、胴が無い為に音が飛ぶ方向が四方八方でマイキングが非常に難しい。
パーカッションとしての使用のほか、ドラムセットに組み込んで使用したり、マーチング・バンドなどでも（ショルダータイプのキャリー機材などを使用して）使用されている事もある。
日本のドラムメーカーのパール楽器製造株式会社では、1970年代後半頃から1980年代頃の「商品カタログ」には、ロート・トム自体をタムタムとしたドラムセット例、ティンバレスのような感じに、ロート・トムをドラムヘッドとして使用したドラムセット例を紹介していた事もある（それぞれのセット例での、使用機材の型番、金額、及び、セット金額等の紹介がされていた。）。
現在もレモ社のロート・トム（ドラムヘッドなども）は、パール楽器製造株式会社で扱っている。

## 使用しているドラマー
- ビル・ブルーフォード（過去）
- テリー・ボジオ（過去）
- アンディー・ウォード（過去）
- ロジャー・テイラー
- ベヴ・ベヴァン
- ルイ・ベルソン - アルバム『Live at the Concord Summer Festival』ではバスドラムに至るまでロート・トムを使用したセットがジャケット写真に使用されている。また、ロート・トムを前面に打ち出した「ROTO　BLUES」を収録。
- YOSHIKI（X JAPAN、インディーズ時代）
- yukihiro（L'Arc〜en〜Ciel）
- shuji（Janne Da Arc）
- Shinya（DIR EN GREY）
- コイソ（BARBEE BOYS）
- 高橋まこと（BOØWY）
- 藤田勉（PERSONZ）
- 岩瀬雅彦（METRO　FARCE）
- 小田原豊（REBECCA、過去）
- 菊地哲(デランジェ)